# Das Beste der Feste Tour 2016
Bei der Das Beste der Feste Tour 2016 handelt es sich um eine neue Auflage der seit 2005 jährlich stattfindenden „Das Beste der Feste“ Veranstaltungsreihe.

## Hintergrund
Bei der Das Beste der Feste Tour 2016 handelt es sich um die zwölfte Auflage der jährlichen „Das Beste der Feste“ Veranstaltungsreihe, die in diesem Jahr unter dem Motto „Die größten Schlager-Hits aller Zeiten“ stand. Die Tour erstreckte sich über einen Zeitraum von zwei Monaten und führte die teilnehmenden Interpreten durch 33 deutsche Städte sowie einmal nach Wien in Österreich. Als Teilnehmer für die Tour konnte man Ross Antony, Feuerherz, Vanessa Mai, Michelle und DJ Ötzi gewinnen. Die Moderation wurde von Florian Silbereisen übernommen, Silbereisen fungierte aber auch als Sänger. In Magdeburg kam es zu einem Gastauftritt von Prince Damien, der drei Tage später die 13. Staffel von Deutschland sucht den Superstar gewann. Auf der Bühne bekamen die Interpreten Unterstützung durch die Schweinfurter Tanzformation Dancefloor Destruction Crew. Während des Programms präsentierten die Interpreten sowohl Solointerpretationen sowie auch gemeinsame Auftritte mit dem anderen Mitwirkenden. Eintrittskarten konnte man durchschnittlich für etwa 40,00 Euro erwerben. Mit wenigen Ausnahmen begannen die Konzerte in der Regel gegen 19:30 Uhr, manche Konzerte begannen bereits um 18:00 Uhr und manche erst um 20:00 Uhr. Durch das österreichische Schlager- und Volksmusik-Magazin Stadlpost wurden einmal zwei Tickets für ein Meet and Greet verlost.

## Teilnehmer

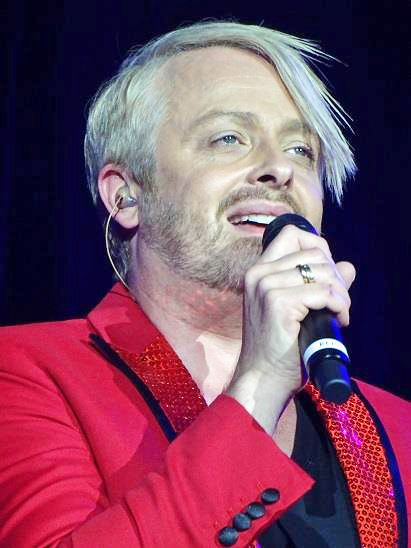
Ross Antony
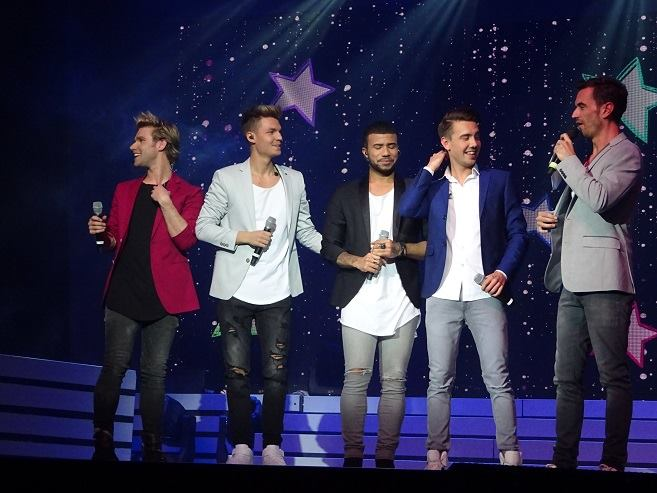
Feuerherz
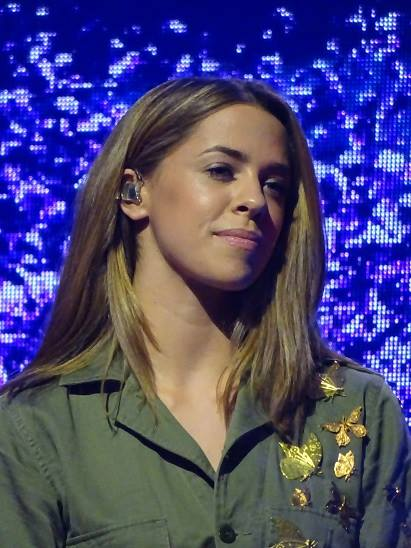
Vanessa Mai
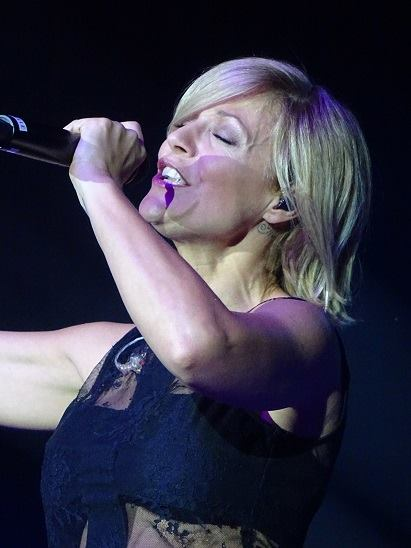
Michelle
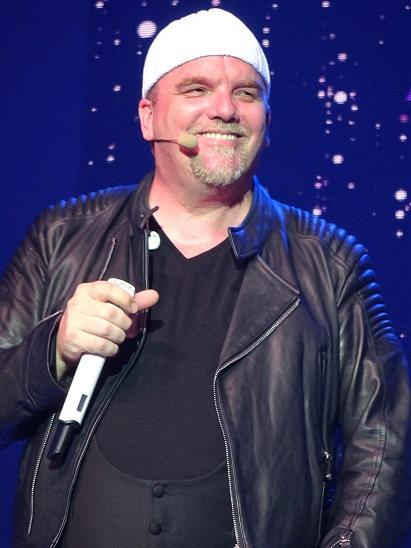
DJ Ötzi

## Tourdaten
| Datum          | Stadt             | Veranstaltungsort          | Land        |
| -------------- | ----------------- | -------------------------- | ----------- |
| 18. März 2016  | Hof (Saale)       | Freiheitshalle             | Deutschland |
| 19. März 2016  | Regensburg        | Donau-Arena                | Deutschland |
| 20. März 2016  | Würzburg          | s.Oliver Arena             | Deutschland |
| 29. März 2016  | Rostock           | Stadthalle Rostock         | Deutschland |
| 30. März 2016  | Schwerin          | Sport- und Kongresshalle   | Deutschland |
| 31. März 2016  | Braunschweig      | Stadthalle Braunschweig    | Deutschland |
| 1. April 2016  | Oldenburg         | EWE Arena                  | Deutschland |
| 2. April 2016  | Oberhausen        | König-Pilsener-Arena       | Deutschland |
| 3. April 2016  | Münster           | Messe + Congress Centrum   | Deutschland |
| 5. April 2016  | Köln              | Lanxess Arena              | Deutschland |
| 6. April 2016  | Saarbrücken       | Saarlandhalle              | Deutschland |
| 7. April 2016  | Ingolstadt        | Saturn-Arena               | Deutschland |
| 8. April 2016  | Passau            | Dreiländerhalle            | Deutschland |
| 18. April 2016 | Berlin            | Tempodrom                  | Deutschland |
| 19. April 2016 | Nürnberg          | Meistersingerhalle         | Deutschland |
| 21. April 2016 | Cottbus           | Stadthalle Cottbus         | Deutschland |
| 22. April 2016 | Riesa             | Sachsen-Arena              | Deutschland |
| 23. April 2016 | Erfurt            | Messehalle                 | Deutschland |
| 24. April 2016 | Gera              | Kultur + Kongress Zentrum  | Deutschland |
| 26. April 2016 | Deggendorf        | Deggendorfer Stadthallen   | Deutschland |
| 28. April 2016 | Wien              | Stadthalle                 | Österreich  |
| 29. April 2016 | München           | Circus Krone               | Deutschland |
| 1. Mai 2016    | Chemnitz          | Stadthalle Chemnitz        | Deutschland |
| 2. Mai 2016    | Neu-Ulm           | Ratiopharm-Arena           | Deutschland |
| 3. Mai 2016    | Kassel            | Kongress Palais Stadthalle | Deutschland |
| 4. Mai 2016    | Magdeburg         | GETEC Arena                | Deutschland |
| 5. Mai 2016    | Kiel              | Sparkassen-Arena           | Deutschland |
| 6. Mai 2016    | Hannover          | Swiss Live Hall            | Deutschland |
| 8. Mai 2016    | Hamburg           | Congress Center            | Deutschland |
| 9. Mai 2016    | Siegen            | Siegerlandhalle            | Deutschland |
| 10. Mai 2016   | Krefeld           | König Palast               | Deutschland |
| 11. Mai 2016   | Bielefeld         | Stadthalle Bielefeld       | Deutschland |
| 12. Mai 2016   | Frankfurt am Main | Jahrhunderthalle           | Deutschland |
| 13. Mai 2016   | Stuttgart         | Porsche-Arena              | Deutschland |

## Setlist
Während der Veranstaltungsreihe präsentierten die Teilnehmer einerseits ihre aktuellen Hits und andererseits – wie das Motto „Die größten Schlager-Hits aller Zeiten“ der Veranstaltungsreihe erahnen lässt – Neuinterpretationen vergängener bekannter Schlager. So gab unter anderem Vanessa Mai neben ihren aktuellen Hits Ich sterb für dich und Wolke 7 den Karel-Gott-Klassiker Fang das Licht (im Duett mit Florian Silbereisen) zu Besten.
Die folgende Liste beinhaltet alle Lieder in alphabetischer Reihenfolge inklusive der Interpretenangaben, die während der Konzerte gespielt wurden:
- Bewundernswert (Ross Antony)[4]
- Das alles sind wir (Ross Antony)[4]
- Du schaffst das schon (Florian Silbereisen)[2]
- Ein Stern (… der deinen Namen trägt) (Feuerherz, Vanessa Mai, DJ Ötzi & Florian Silbereisen)[5]
- Fang das Licht (Vanessa Mai & Florian Silbereisen)[4]
- Geboren um dich zu lieben (DJ Ötzi)[2]
- Gib nicht auf (Ross Antony, Feuerherz & Vanessa Mai)[4]
- Griechischer Wein (Feuerherz, DJ Ötzi & Florian Silbereisen)[4]
- Herzstillstand (Michelle)[4]
- Horizont (Ross Antony, Feuerherz, Vanessa Mai, Michelle, DJ Ötzi & Florian Silbereisen)[6]
- Ich liebe das Leben (Ross Antony, Feuerherz, Vanessa Mai, Michelle, DJ Ötzi & Florian Silbereisen)[4]
- Ich sterb für dich (Vanessa Mai)[2]
- Ich würd’ es wieder tun (Michelle)[4]
- Idiot (Michelle, DJ Ötzi & Florian Silbereisen)[4]
- Medley (Eine neue Liebe ist wie ein neues Leben, Schön ist es auf der Welt zu sein, Albany und Ich will ’nen Cowboy als Mann) (Ross Antony)[4]
- Medley (Ich war noch niemals in New York, Tür an Tür mit Alice, Wahnsinn, Tage wie diese, Auf uns) (Feuerherz)[4]
- Medley (Anton aus Tirol, Hey Baby, Sweet Caroline) (DJ Ötzi)[7]
- Medley (Marmor, Stein und Eisen bricht, Anita, Babicka, Biene Maja, Moskau) (Florian Silbereisen)[8][9]
- Ohne dich (Feuerherz)[10]
- Romantische Männer (Florian Silbereisen)[11]
- Schlager ist geil (Florian Silbereisen)[4]
- Tränen lügen nicht (Florian Silbereisen & DJ Ötzi)[4]
- Sexy wenn ich tanze (DJ Ötzi)[4]
- Über den Wolken (Ross Antony, Feuerherz, DJ Ötzi & Florian Silbereisen)[4]
- Verdammt guter Tag (Feuerherz)[10]
- Wer Liebe lebt (Michelle)[4]
- Wir feiern das Leben (Michelle)[4]
- Wolke 7 (Vanessa Mai)[12]

## Rezeption
Während des Konzertes am 29. April 2016 im Circus Krone in München wurde Florian Silbereisen während der Veranstaltung mit dem Leserpreis „Tournee des Jahres“ von der deutschen Verlagsgruppe Bauer Media Group ausgezeichnet.